# Martelange
Martelange (Luxemburgs: Maartel, Waals: Måtlindje, Duits: Martelingen) is een plaats en gemeente in de Belgische provincie Luxemburg. Martelange ligt tegen de grens met Luxemburg. De Sûre stroomt door het dorp voordat ze de grens met Luxemburg passeert. De gemeente telt ongeveer 2000 inwoners. Naast een variant van het officiële Frans, wordt in de streek ook Luxemburgs gesproken.
De verkeersweg N4 grenst in Martelange langs de oostzijde aan het Groothertogdom Luxemburg, met name aan het gehucht Haut-Martelange. Doordat Luxemburg lagere accijnzen op benzine, alcoholische dranken en tabak heft dan België, zijn er aan de Luxemburgse kant van de weg heel wat tankstations en drankwinkels gevestigd.

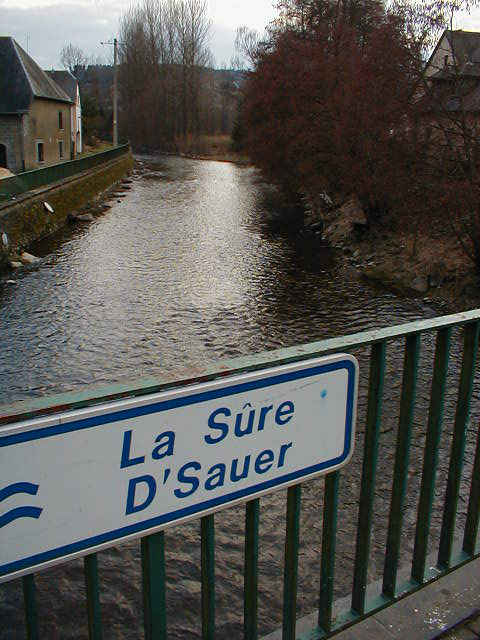
De Sûre bij Martelange.

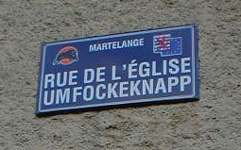
Een tweetalig straatnaambord.

## Kernen

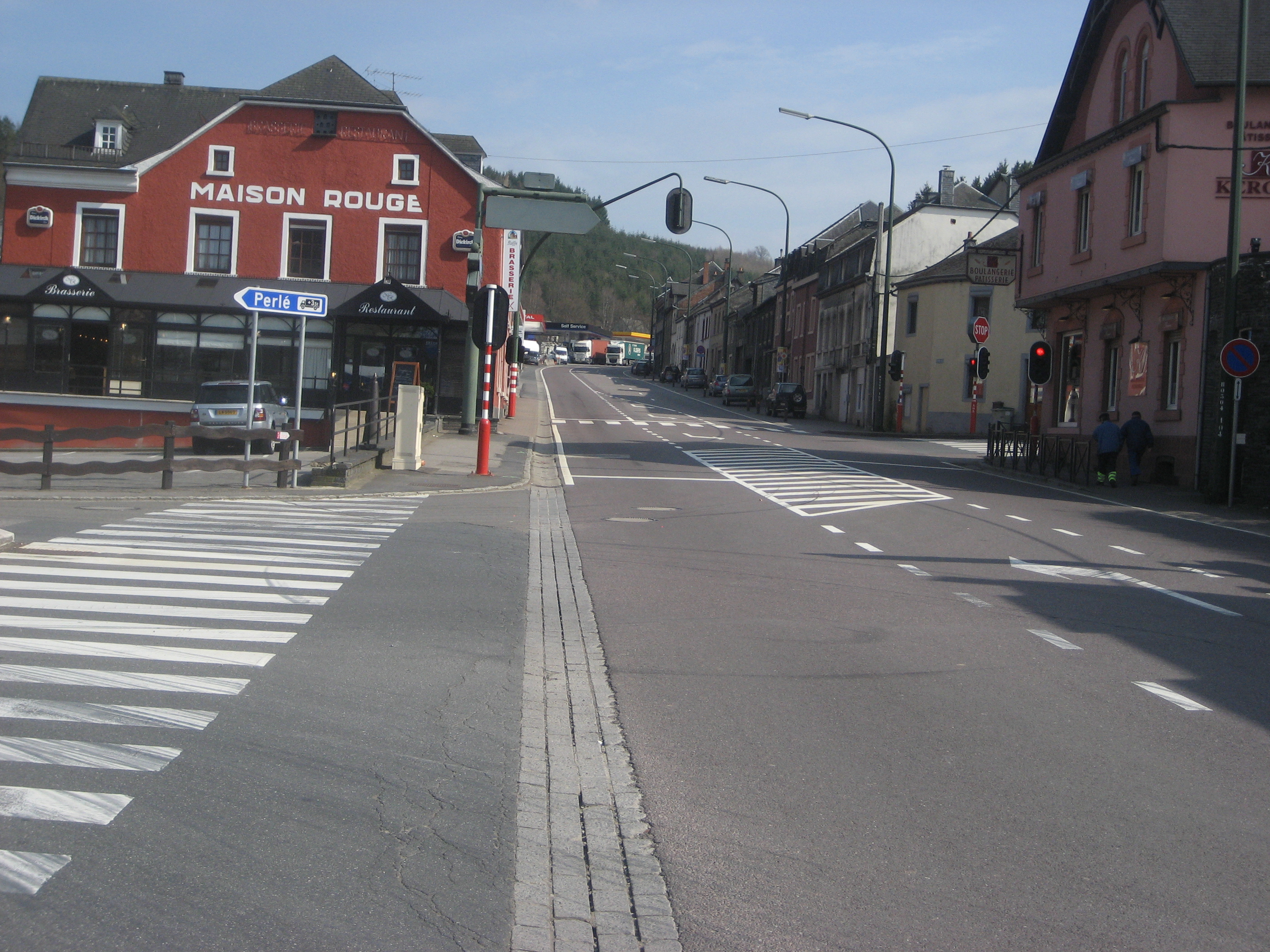
Grens in Martelange. De straat zelf inclusief trottoirs en de rechterzijde ervan horen bij België, de huizen en tankstations links staan in Luxemburg

De gemeente heeft geen deelgemeenten. Binnen de gemeentegrenzen liggen de dorpjes Grumelange en Radelange. Net als Martelange-centrum ligt Grumelange tegen de Luxemburgse grens.
De dorpskern van Martelange loopt over de Luxemburgse grens over in het gehuchtje Rombach, ook wel Rombach/Martelange. Iets zuidoostelijker, op Luxemburgs grondgebied, ligt ook het gehucht Haut-Martelange.

## Demografische evolutie
- Bronnen:NIS, Opm:1831 tot en met 1981=volkstellingen; 1990 en later= inwonertal op 1 januari

| Inwoners van jaar tot jaar op 1 januari 1992 tot heden | Inwoners van jaar tot jaar op 1 januari 1992 tot heden | Inwoners van jaar tot jaar op 1 januari 1992 tot heden |
| jaar                                                   | Aantal                                                 | Evolutie: 1992=index 100                               |
| ------------------------------------------------------ | ------------------------------------------------------ | ------------------------------------------------------ |
| 1992                                                   | 1.457                                                  | 100,0                                                  |
| 1993                                                   | 1.498                                                  | 102,8                                                  |
| 1994                                                   | 1.491                                                  | 102,3                                                  |
| 1995                                                   | 1.505                                                  | 103,3                                                  |
| 1996                                                   | 1.513                                                  | 103,8                                                  |
| 1997                                                   | 1.485                                                  | 101,9                                                  |
| 1998                                                   | 1.469                                                  | 100,8                                                  |
| 1999                                                   | 1.453                                                  | 99,7                                                   |
| 2000                                                   | 1.428                                                  | 98,0                                                   |
| 2001                                                   | 1.439                                                  | 98,8                                                   |
| 2002                                                   | 1.464                                                  | 100,5                                                  |
| 2003                                                   | 1.456                                                  | 99,9                                                   |
| 2004                                                   | 1.500                                                  | 103,0                                                  |
| 2005                                                   | 1.511                                                  | 103,7                                                  |
| 2006                                                   | 1.567                                                  | 107,5                                                  |
| 2007                                                   | 1.584                                                  | 108,7                                                  |
| 2008                                                   | 1.567                                                  | 107,5                                                  |
| 2009                                                   | 1.611                                                  | 110,6                                                  |
| 2010                                                   | 1.618                                                  | 111,1                                                  |
| 2011                                                   | 1.682                                                  | 115,4                                                  |
| 2012                                                   | 1.719                                                  | 118,0                                                  |
| 2013                                                   | 1.747                                                  | 119,9                                                  |
| 2014                                                   | 1.759                                                  | 120,7                                                  |
| 2015                                                   | 1.770                                                  | 121,5                                                  |
| 2016                                                   | 1.767                                                  | 121,3                                                  |
| 2017                                                   | 1.814                                                  | 124,5                                                  |
| 2018                                                   | 1.820                                                  | 124,9                                                  |
| 2019                                                   | 1.876                                                  | 128,8                                                  |
| 2020                                                   | 1.857                                                  | 127,5                                                  |
| 2021                                                   | 1.916                                                  | 131,5                                                  |
| 2022                                                   | 1.931                                                  | 132,5                                                  |
| 2023                                                   | 2.003                                                  | 137,5                                                  |
| 2024                                                   | 2.064                                                  | 141,7                                                  |
| 2025                                                   | 2.124                                                  | 145,8                                                  |

## Bezienswaardigheden
- De Eglise Saint-Martin

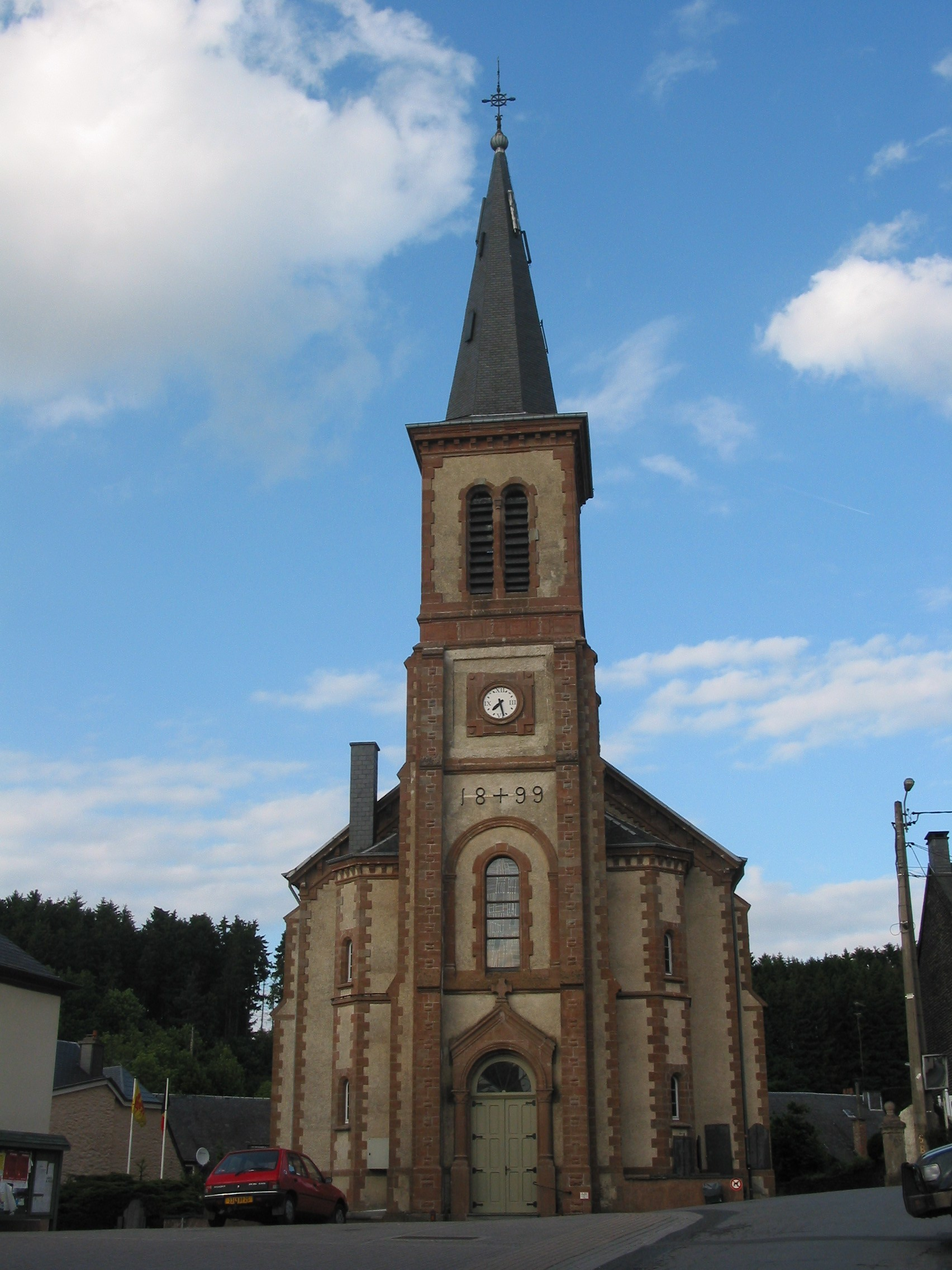
De Sint-Martinuskerk van Martelange

- De Moulin Kuborn is een 18de-eeuwse watermolen op de Sûre. Het molengebouw werd gerenoveerd en ingericht als gemeentehuis.
- De Chapelle Saint-Donat, met een calvarie uit 1721

## Politiek

### Resultaten gemeenteraadsverkiezingen sinds 1976
| Partij               | Partij                                                 | 10-10-1976 | 10-10-1976 | 10-10-1982 | 10-10-1982 | 9-10-1988 | 9-10-1988 | 9-10-1994 | 9-10-1994 | 8-10-2000 | 8-10-2000 | 8-10-2006 | 8-10-2006 | 14-10-2012 | 14-10-2012 | 14-10-2018 | 14-10-2018 | 13-10-2024 | 13-10-2024 |
| Stemmen / Zetels     | Stemmen / Zetels                                       | %          | 9          | %          | 9          | %         | 9         | %         | 9         | %         | 9         | %         | 9         | %          | 9          | %          | 9          | %          | 11         |
| -------------------- | ------------------------------------------------------ | ---------- | ---------- | ---------- | ---------- | --------- | --------- | --------- | --------- | --------- | --------- | --------- | --------- | ---------- | ---------- | ---------- | ---------- | ---------- | ---------- |
|                      | PS1 / PPV2 / Gérons autrement3 / Mieux Vivre Ensemble4 | 43,521     | 5          | 46,051     | 5          | 41,271    | 4         | 48,521    | 4         | 36,752    | 3         | 47,193    | 4         | 43,043     | 4          | 47,714     | 4          | 38,664     | 4          |
|                      | IC1 / U.C.A                                            | -          |            | 28,11      | 2          | 32,391    | 3         | 51,48A    | 5         | 63,25A    | 6         | 52,81A    | 5         | 56,96A     | 5          | 52,29A     | 5          | 61,34A     | 7          |
|                      | PSC1 / U.C.A                                           | 21,011     | 2          | 25,851     | 2          | 26,341    | 2         | 51,48A    | 5         | 63,25A    | 6         | 52,81A    | 5         | 56,96A     | 5          | 52,29A     | 5          | 61,34A     | 7          |
|                      | RM                                                     | 16,58      | 1          | -          |            | -         |           | -         |           | -         |           | -         |           | -          |            | -          |            | -          |            |
|                      | U.C.                                                   | 18,89      | 1          | -          |            | -         |           | -         |           | -         |           | -         |           | -          |            | -          |            | -          |            |
| Totaal stemmen       | Totaal stemmen                                         | 1025       | 1025       | 1061       | 1061       | 1040      | 1040      | 1021      | 1021      | 981       | 981       | 1128      | 1128      | 1171       | 1171       | 1177       | 1177       | 1290       | 1290       |
| Opkomst %            | Opkomst %                                              |            |            |            |            | 96,83     | 96,83     | 95,24     | 95,24     | 93,88     | 93,88     | 97,66     | 97,66     | 94,28      | 94,28      | 95,38      | 95,38      | 92,47      | 92,47      |
| Blanco en ongeldig % | Blanco en ongeldig %                                   | 2,93       | 2,93       | 3,39       | 3,39       | 4,71      | 4,71      | 3,72      | 3,72      | 7,65      | 7,65      | 3,63      | 3,63      | 4,36       | 4,36       | 5,27       | 5,27       | 5,35       | 5,35       |

De meerderheid wordt vet aangegeven. De grootste partij is in kleur.

## Ontploffing van een tankwagen
Op 21 augustus 1967 ontplofte een Franse tankwagen geladen met 45.000 liter vloeibaar gas midden in het dorp. Tientallen huizen werden vernield. Er vielen 22 doden te betreuren. Daarnaast raakten 120 mensen gewond.

## Geboren
- Odile Feltes-Gaillard (1915-1999), graficus, schilder en tekenaar